# Группа Ломоносова
Группа Ломоносова — группа вулканов на южной части острова Парамушир Большой Курильской гряды. Входит в хребет Карпинского. Считается частью группы вулканов Чикурачки.
Группа находится к югу от вулкана Татаринова, состоит из четырех шлаковых конусов и лавового купола образованных в голоцен, которые вытянуты вдоль линии север — юг. Северный конус был чисто взрывным; второй конус, гора Боряск, создал 3,5-километровый поток лавы, который тёк на восток. Третий конус был источником лавового потока, который путешествовал 5,5 км на восток и северо-восток. 1681-метровая вершина комплекса Ломоносова — гора Ломоносова — собственно лавовый купол, расположен недалеко от южной оконечности группы. Она создала 7-километровый поток лавы расположенный в западном направлении почти до берега Охотского моря. Южный выход был источником лавового потока, который путешествовал в 4 км первоначально на юго-восток, а затем на восток.
Со склонов в Охотское море стекают речки Алёнушкина и Крашенниникова. В другую сторону течёт Серебряный ручей и речка Искра, впадающие в реку Тухарка, вытекающую в залив Тухарка Тихого океана.
Южнее находится гора Архангельского (1463 м).